# Riserva naturale Reniala
La Riserva naturale Reniala è un'area naturale protetta a gestione privata ubicata nel Madagascar sud-occidentale (provincia di Toliara).

## Territorio
La riserva, che occupa un'area di circa 60 ettari, è situata nei pressi del villaggio di Ifaty-Mangily, circa 25 km a nord di Toliara.

## Flora

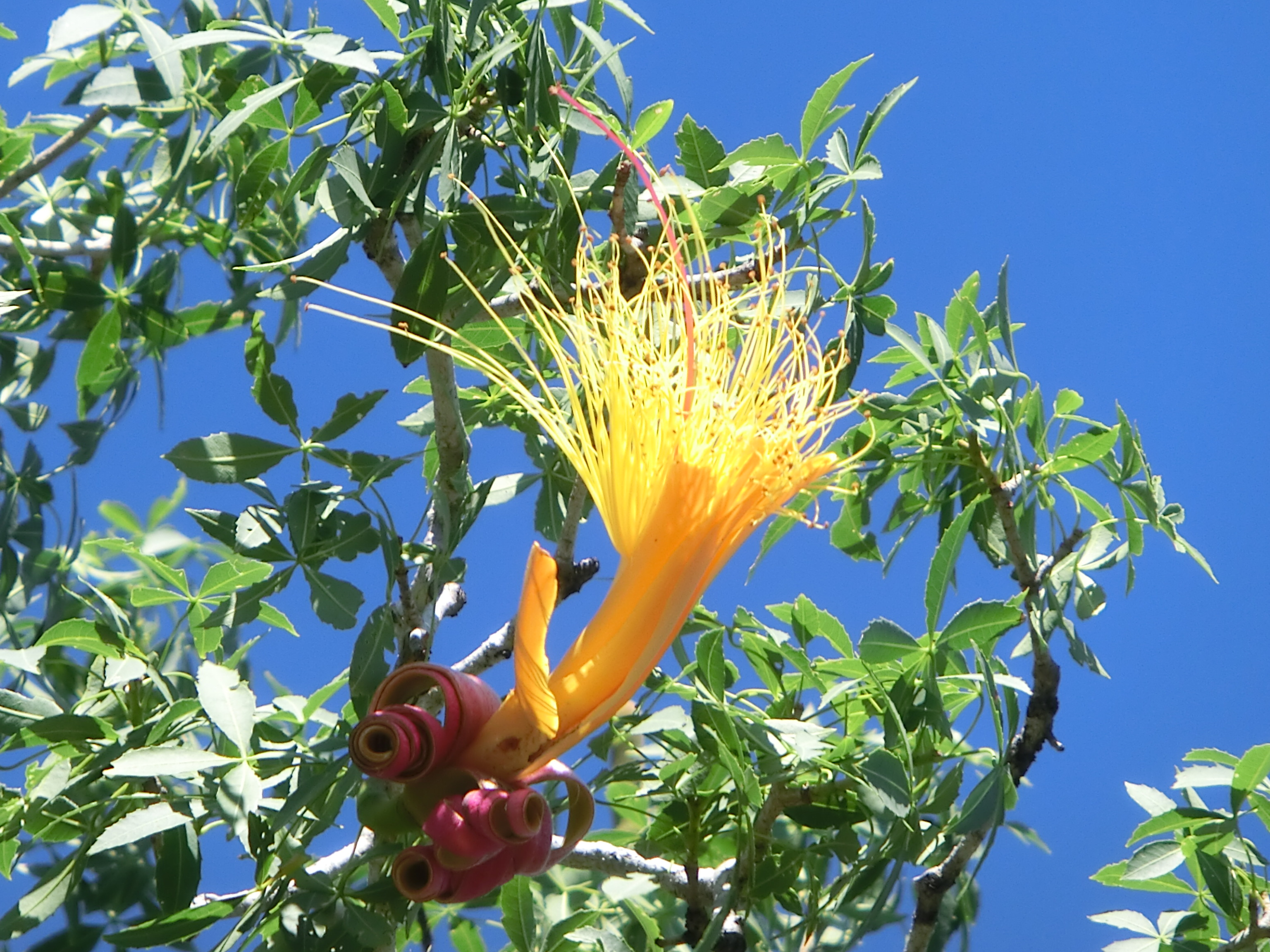
Fiore di Adansonia fony

La riserva protegge un lembo di foresta spinosa, un ecosistema tipico del Madagascar meridionale, caratterizzato da specie vegetali, in gran parte endemiche della regione, che presentano particolari meccanismi di adattamento xerofilo. Tra di esse meritano un cenno le numerose specie di Didiereaceae, piante arbustive dotate di fusti spinescenti e piccole foglie coriacee, e i numerosi baobab tra cui Adansonia fony.

## Fauna

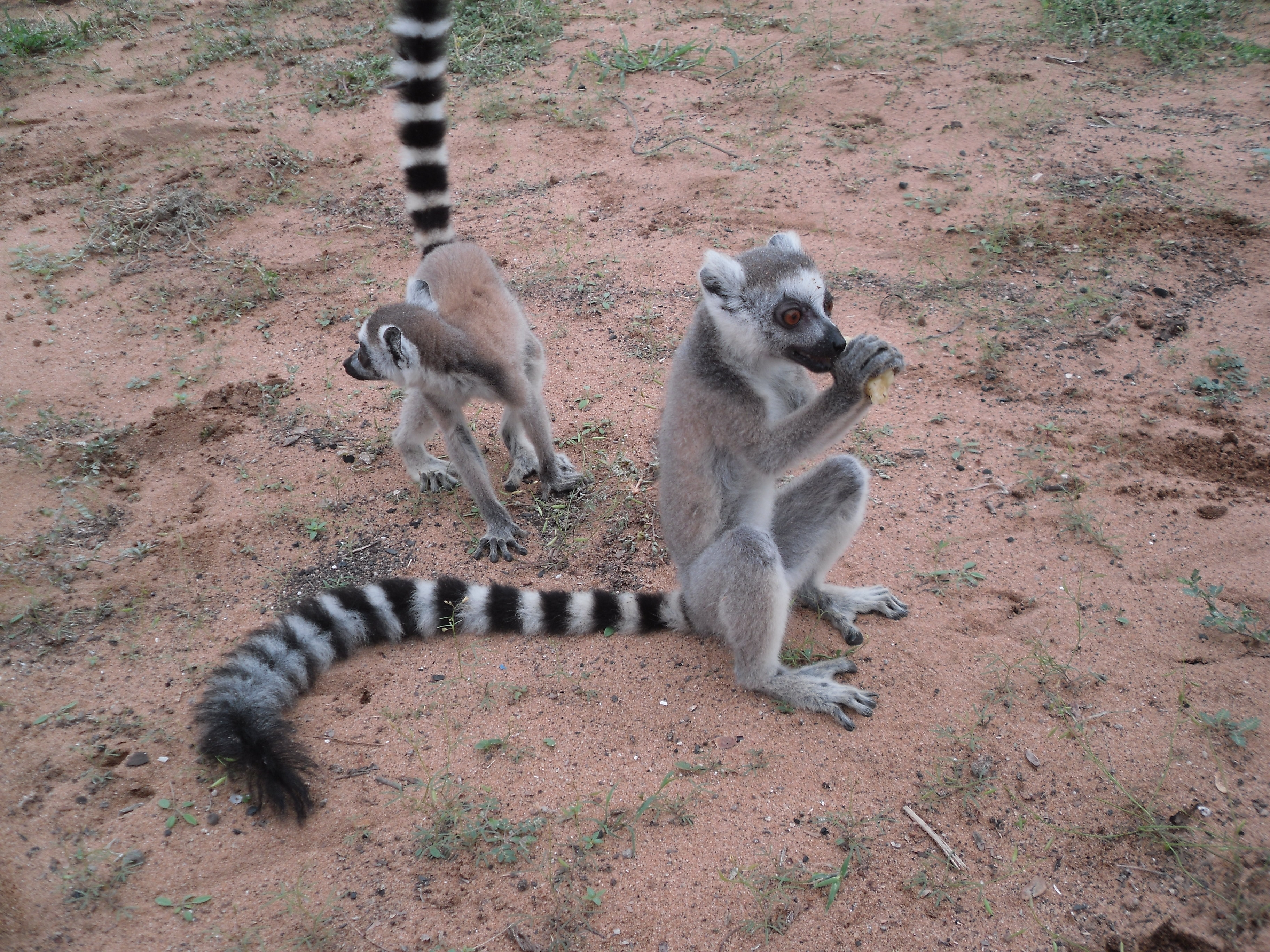
Lemur catta

La riserva ospita diverse specie di lemuri tra cui il lemure dalla coda ad anelli (Lemur catta) e il microcebo murino (Microcebus murinus), uno dei più piccoli primati esistenti.
Sono state censite 65 specie di uccelli  tra cui alcuni rari endemismi quali la ghiandaia terricola codalunga (Uratelornis chimaera), la monia di Bensch (Monias benschi), il cua capirosso (Coua ruficeps) e il vanga azzurro (Cyanolanius madagascarinus).
Tra i rettili va menzionata la presenza delle tartarughe Astrochelys radiata e Pyxis arachnoides e del camaleonte Furcifer verrucosus.